# ハウンド・ドッグ (曲)
「ハウンド・ドッグ」（原題："Hound Dog"）は、ソングライター・チームのジェリー・リーバーとマイク・ストーラーが作詞・作曲し、1953年にビッグ・ママ・ソーントンがリリースした楽曲。
1956年にエルヴィス・プレスリーが曲調と歌詞を大きく変えたバージョンをリリースしてヒットとなり、広く知られるようになった。

## ビッグ・ママ・ソーントンのバージョン (1953年)
ビッグ・ママ・ソーントンのバージョンはゆったりとしたテンポのブルースで、性的な意味合いを示唆する歌詞が特徴である。
ソーントンは、1952年8月13日にジョニー・オーティスのオーケストラをバッグにこの曲をレコーディングし、彼女の代表曲として知られるようになった。オーティスはリハーサルをやっていた自宅にまだ10代だった駆け出しのソングライター・チーム、リーバーとストーラーを呼んでソーントンを紹介し、彼女のために曲を書くように依頼した。その結果生まれたのが「ハウンド・ドッグ」であった。
翌1953年2月にリリースとなったこの曲は、ビルボードのR&Bチャートで7週連続1位となり、200万枚近くを売り上げた。ソーントンの最大のヒット曲となっている。しかしながら、オリジナル盤ではソングライターのクレジットが正しくなされず、リーバー、ストーラー、そしてソーントンのいずれもこの曲に関して支払いを受けることもなかった。（シングル盤のクレジットではストーラーの名前がM. Strollerとなっており、共作者としてジョニー・オーティスの名前も記載されている。）
「ハウンド・ドッグ」とは当時の黒人のスラングで安っぽいヒモ男の意味であり、犬についての曲ではない。黒人音楽と文化に傾倒していたリーバーとストーラーがソーントンが歌うことを念頭に書いた曲だった。
あんたはただのハウンド・ドッグよ
ドアのあたりを嗅ぎまわっているばかり

あんたはただのハウンド・ドッグよ

ドアのあたりを嗅ぎまわっているばかり
しっぽを振ってきたってエサはやらないわよ
オリジナルの歌詞はヒモ男に対する怒りをぶつけたブルースであり、女性が歌って初めて意味を持つ内容である。

## エルヴィス・プレスリーのバージョン
エルヴィス・プレスリーは「ハウンド・ドッグ」を1956年にシングルとして発表した。別面は「冷たくしないで (Don't Be Cruel)」だった。この曲は1956年8月18日に、ビルボードのポップ・チャートの1位を獲得。以後11週連続でその座に留まり、この年の年間ランキングで第1位となった。
エルヴィスはソーントンの歌ったこの曲を知ってはいたものの、カバーすることを決めたのは歌詞を変えたフレディ・ベル&ベルボーイズのバージョンだった。彼らのラスベガス公演で、歌詞がナンセンスな内容に変えられているのを聞き、そこからさらに歌詞を少し変えて録音した。このことについて、後にエルヴィスは「もう一つ言葉を変えていたら、きっと君達大金持ちだったのにね」と語ったという。ソーントンのバージョンが男性のことを比喩的に歌っているのに対し、フレディ・ベル、エルヴィスのバージョンは文字通り犬のことを歌っている。
1956年7月2日のセッションで26テイク録音した後、RCAのスティーヴン・H・ショールズはこれで終わりにしてもよいと思ったが、エルヴィスは納得がいかず、結局は最後のテイク31が採用された（しかし18テイク目で終わろうとし、30テイク録音した後全てのテイクを聞きなおし28テイク目を選んだとする資料もある）。
「ハウンド・ドッグ」は当初「冷たくしないで」のB面としてリリースされ、シングル盤のジャケットでも「冷たくしないで」の方が文字が大きく書かれていた。両曲ともに全米1位のヒットを記録している。
1988年に史上最高のジュークボックス・ヒットとしてグラミー・オブ・フェイム賞を受賞、2004年に『ローリング・ストーン(Rolling Stone)』誌が選んだ「ローリング・ストーンの選ぶオールタイム・グレイテスト・ソング500」では19位となった。